# Torup
Torup è un'area urbana della Svezia situata nel comune di Hylte, contea di Halland.
La popolazione rilevata nel censimento 2010 era di 1 183 abitanti .